# 東沸湖
東沸湖（とうふつこ）は、国後島にある湖。面積約8.13平方キロメートル 。周囲17km 。

## 歴史
- 1929年8月23日-択捉島紗那から根室に向かっていたリンドバーグ夫妻が、海霧に悩まされて引き返し東沸湖に不時着した。[2]